# 黄家店站
黄家店站是一个京通线上的铁路车站，位于河北省承德市围场满族蒙古族自治县克勒沟镇，建于1980年，目前为四等站，邮政编码为068453。目前客运：办理旅客乘降；行李、包裹托运；不办理货运营业。